# Ochaby

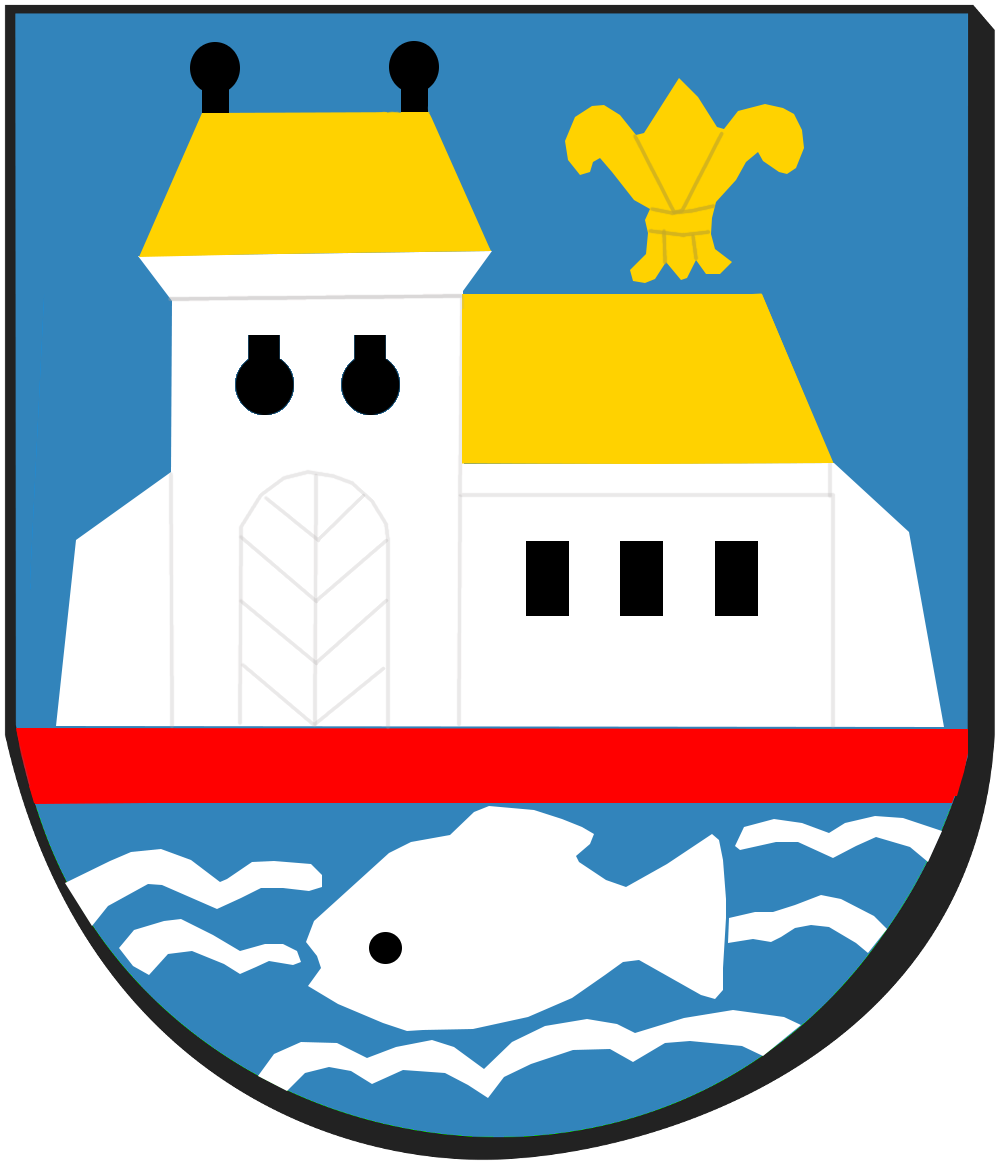
Nieoficjalny herb wsi Ochaby

Ochaby (cz. Ochaby, niem. Ochab) – sołectwo w Polsce, w województwie śląskim, w powiecie cieszyńskim, w gminie Skoczów. Sołectwo tworzą wsie Ochaby Wielkie i Ochaby Małe. Do 1 stycznia 2007 Ochaby były samodzielną wsią.
Wieś leży w historycznych granicach regionu Śląska Cieszyńskiego. Powierzchnia wynosi 1318 ha, a liczba ludności 2016, co daje gęstość zaludnienia równą 153 os./km².

## Geografia
Ochaby leżą w regionie Doliny Górnej Wisły, będącej częścią Kotliny Oświęcimskiej. Miejscowość położona jest na stosunkowo płaskim terenie o średniej wysokości ok. 260 m n.p.m., powstałym w wyniku erozji lodowcowej oraz rzecznej przepływającej przez miejscowość z południa na północ Wisły. Na południu, w rejonie Kępy Wiślickiej miejscowość sięga do 340 m n.p.m. Od wschodu sąsiaduje z Kiczycami, od południa z Wiślicą, od zachodu z Dębowcem i Pruchną a od północy z Drogomyślem i na krótkim odcinku z Zaborzem.
Tradycyjnie Ochaby dzielą się na dwie części:
- Ochaby Wielkie (identyfikator SIMC: 0999713) – północna część sołectwa, 914 z 2016 mieszkańców, części miejscowości: Baranowice (0067346), Kościelnik (0067398), Podbór (0067406), Spalenisko (0067412);
- Ochaby Małe (identyfikator SIMC: 0999707) – południowa część sołectwa, 1102 z 2016 mieszkańców, części miejscowości: Bagna (0067330), Buczyna (0067352), Kamieniec (0067369), Kępa (0067375), Kolonia (0067381), Zawodzie (0067429);

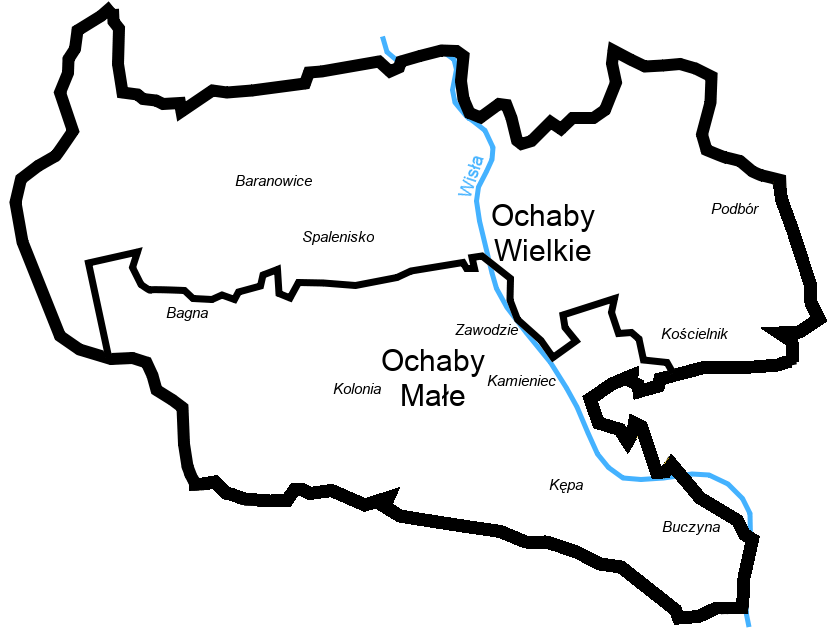
Sołectwo Ochaby: Ochaby Wielkie i Małe

## Historia
Miejscowość po raz pierwszy wzmiankowana została w łacińskim dokumencie Liber fundationis episcopatus Vratislaviensis (pol. Księga uposażeń biskupstwa wrocławskiego), spisanej za czasów biskupa Henryka z Wierzbna ok. 1305 w szeregu wsi zobowiązanych do płacenia dziesięciny biskupstwu we Wrocławiu, w postaci item in Ochabe. Zapis ten (brak określenia liczby łanów, z których będzie płacony podatek) wskazuje, że wieś była w początkowej fazie powstawania (aczkolwiek układ wsi nie wskazuje aby stało się to na tzw. surowym korzeniu lecz na bazie starszej drobnej osady), co wiąże się z przeprowadzaną pod koniec XIII wieku na terytorium późniejszego Górnego Śląska wielką akcją osadniczą (tzw. łanowo-czynszową). Pierwotne centrum osadnicze znajdowało się w rejonie obecnego kościoła parafialnego i na północ od niego, na prawym brzegu Wisły. Wieś politycznie znajdowała się wówczas w granicach utworzonego w 1290 piastowskiego (polskiego) księstwa cieszyńskiego, będącego od 1327 lennem Królestwa Czech, a od 1526 roku w wyniku objęcia tronu czeskiego przez Habsburgów wraz z regionem aż do 1918 roku w monarchii Habsburgów (potocznie Austrii).
30 lipca 1392 część wsi została zakupiona przez Gocha z Ochab od Mikołaja z Wojciechowej Wsi za 100 grzywien groszy praskich. Możliwe że w ten sposób z początkowo jednolitej wsi zaczęły się wyodrębniać późniejsze Ochaby Małe, po raz pierwszy wzmiankowane w 1447. Założona w przełomie XIV i XV wieku ochabska parafia św. Marcina Biskupa i Wyznawcy liczyła w połowie XV wieku 90 parafian. W 1454 na mocy umowy rozstrzygającej spór o dobra ochabskie, kiczyckie, drogomyskie i zawadzkie wynikły po śmierci Gocha z Ochab miejscowość otrzymał Jasiek z Bełsznicy. W 1481 książę cieszyński Kazimierz II potwierdził przywileje wsi oraz podarował Ochaby Mikołajowi Brodeckiemu, marszałkowi księstwa. Z 1488 roku pochodzi kolejny dokument mówiący o stawach rybnych w Ochabach. Kolejnym znanym właścicielem Ochab (Wielkich bądź Małych) był Zych Hus z Kremży, starosta cieszyński i pan na Dębowcu, który w 1497 wymienił Wędrynię i Liderów za Ochaby z Janem Cyganem ze Słupska
. W XVI wieku właścicielem Ochab był również Franciszek Gellhorn z Grodkowa. W 1540 właścicielem Ochab Małych był Mikołaj Kloch z Bestwiny, z kolei w 1591 panem Ochab Wielkich był Daniel Spiegel z Szydłowic. Rok później oraz w 1595 właścicielami Ochab Wielkich byli przedstawiciele rodu Hałcnowskich. W 1614 Ochaby Wielkie zostały wzięte w zastaw od Wacława Hałcnowskiego przez Adama z rodu Bludowskich.
W 1616 Ochaby Małe wraz z działem w Ochabach Wielkich otrzymali po Katarzynie Mitmajer z Błogocic jej brat Adam oraz córka Dorota. Z kolei w 1624 panem na Małych i Wielkich Ochabach był Jerzy Gołkowski z Gołkowic, a w 1627 właścicielem Ochab Małych i działu w Ochabach Wielkich był już Jan Radocki. W tymże roku część Ochab Wielkich zakupił od Goczałkowskich Wilhelm Fragstein z Naczesławic. W 1660 Ochaby Wielkie nabył Ferdynand Fryderyk Sobek, a w 1698 Judyta Marklowska, która sprzedała je baronowi Jerzemu Fryderykowi Bludowskiemu. Baron Bludowski w 1722 dokupił Małe Ochaby. Skonsolidowany majątek ochabski wraz z Pruchną, Rychułdem i Bąkowem zakupił później Maksymilian Kalisz. W 1798 roku Ochaby zostały odkupione przez Komorę Cieszyńską i do 1920 właścicielami tego majątku pozostawali habsburscy książęta cieszyńscy. Pod koniec XVIII wieku powstał Auer Hof, trzeci już folwark Komory.
| Rok             | 1880 | 1890 | 1900 | 1910 | 1921 |
| --------------- | ---- | ---- | ---- | ---- | ---- |
| Liczba ludności | 1070 | 1113 | 1114 | 1101 | 1193 |

Po I wojnie światowej miejscowość jako część Śląska Cieszyńskiego stała się przedmiotem polsko-czechosłowackiego konfliktu granicznego. W 1918 roku na bazie Straży Obywatelskiej miejscowi Polacy utworzyli lokalny oddział Milicji Polskiej Śląska Cieszyńskiego, który podlegał organizacyjnie 14 kompanii w Skoczowie. Ostatecznie Ochaby znalazły się w 1920 w granicach II Rzeczypospolitej.
Po II wojnie światowej istniejąca od 1890 r. stadnina koni w pobliskiej Pruchnej została rozbudowana a w Ochabach utworzono nowe gospodarstwo. Stadnina ta stała się w następnych latach jedną z największych na Śląsku oraz jako jedyna w Polsce hodowała konie rasy anglo-arabskiej typu francuskiego. Obok stadniny znajdował się Ośrodek Sportów Konnych, gdzie trenowali zawodnicy i odbywały się zawody w skokach przez przeszkody. Po przemianach ustrojowych w Polsce w roku 1989 stadniny w Pruchnej i Ochabach zostały rozdzielone a ta w Ochabach pozostała własnością Agencji Własności Rolnej Skarbu Państwa. W 2009 Stadnina Koni postanowiła wystawić Ośrodek Sportów Konnych wraz z terenem o powierzchni 5,2 ha na sprzedaż, co stało się w 2010. Nowy inwestor, pod nazwą Dream Park Ochaby, chce utworzyć na tym terenie Park Rozrywki i Edukacji będący połączeniem dinoparku, prehistorycznego oceanarium oraz parku miniatur. W 2012 stadnina została sprzedana prywatnemu właścicielowi.
W latach 1954–1972 wieś należała i była siedzibą władz gromady Ochaby. W latach 1975–1998 miejscowość położona była w województwie bielskim.

## Zabytki
Na terenie Ochab do wojewódzkiego rejestru zabytków nieruchomych wpisane zostały następujące obiekty:
- Kościół parafialny św. Marcina Biskupa z lat 1807-1810, numer rejestru A/319/78 z dnia 5.11.1978 r.
- Strażnica obronna, ob. prywatny dom, 1639/1930 r., numer rejestru A/357/78 z dnia 17.08.1978 r.
- Dwór z XVIII wieku na terenie stadniny koni, numer rejestru A/356/78 z dnia 17.08.1978 r.

## Wspólnoty wyznaniowe
Na terenie wsi działalność religijną prowadzi Kościół rzymskokatolicki (parafia św. Marcina) oraz Świadkowie Jehowy: zbór Ochaby (Sala Królestwa).

## Transport
Przez miejscowość przebiega droga krajowa nr 81.

## Urodzeni w Ochabach
Ochaby są miejscem urodzenia Józefa Pietra.
W 1926 r. urodził się tu Marian Kołodziejczyk, artysta plastyk związany z Tarnowem.

## Miejscowości partnerskie[32]
- Gródek
- Radoľa

## Galeria

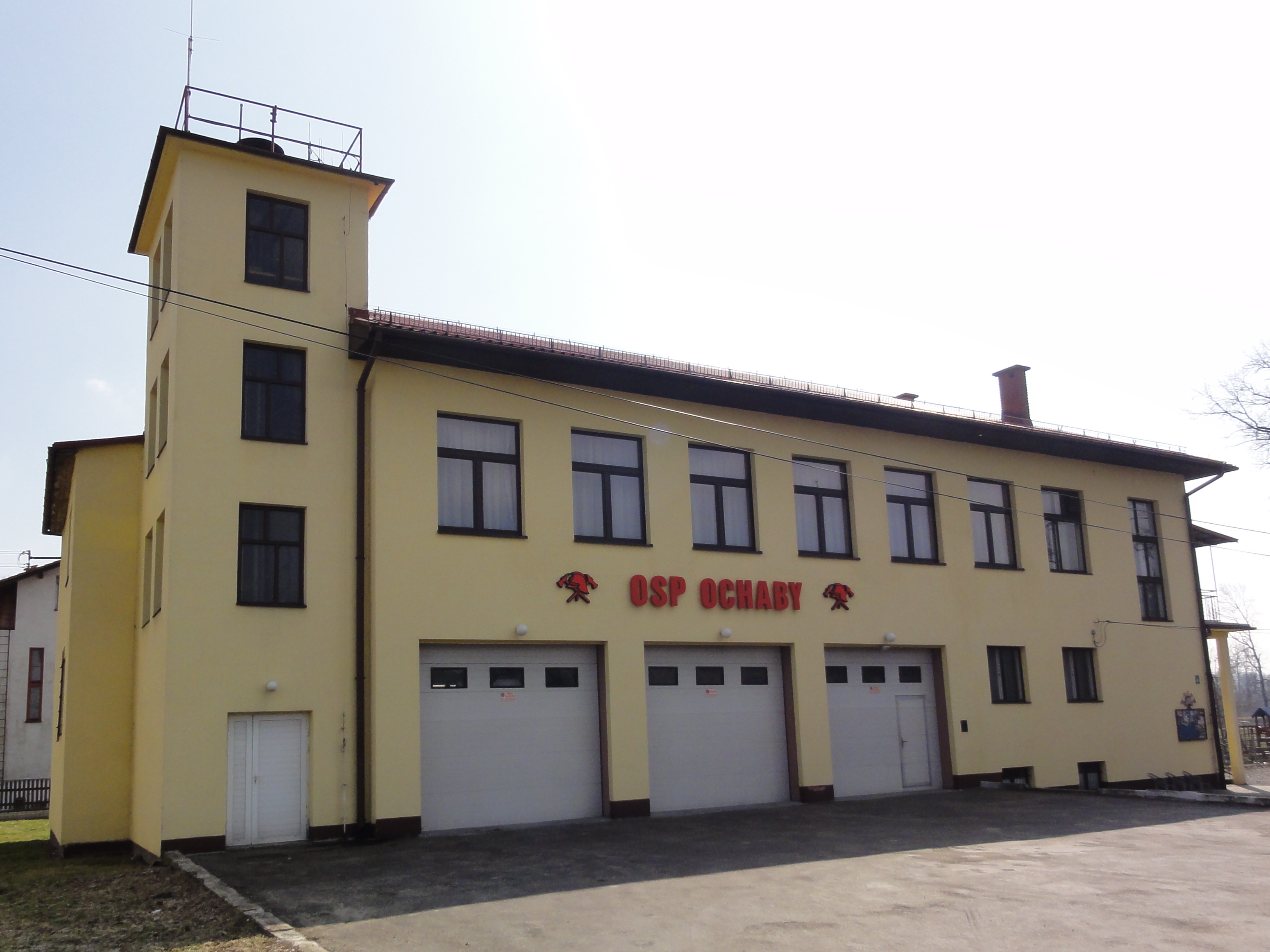
OSP Ochaby
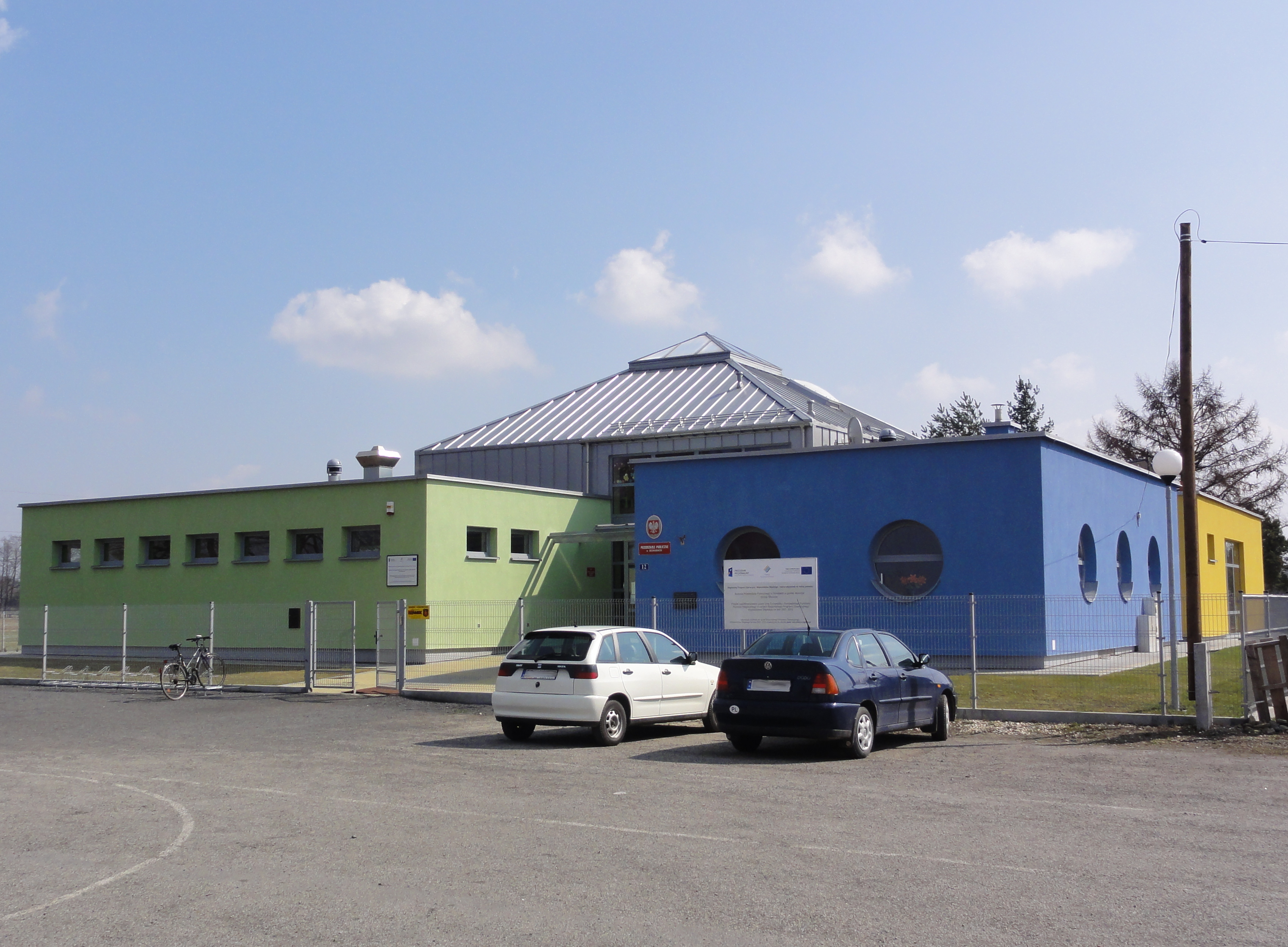
Przedszkole Publiczne
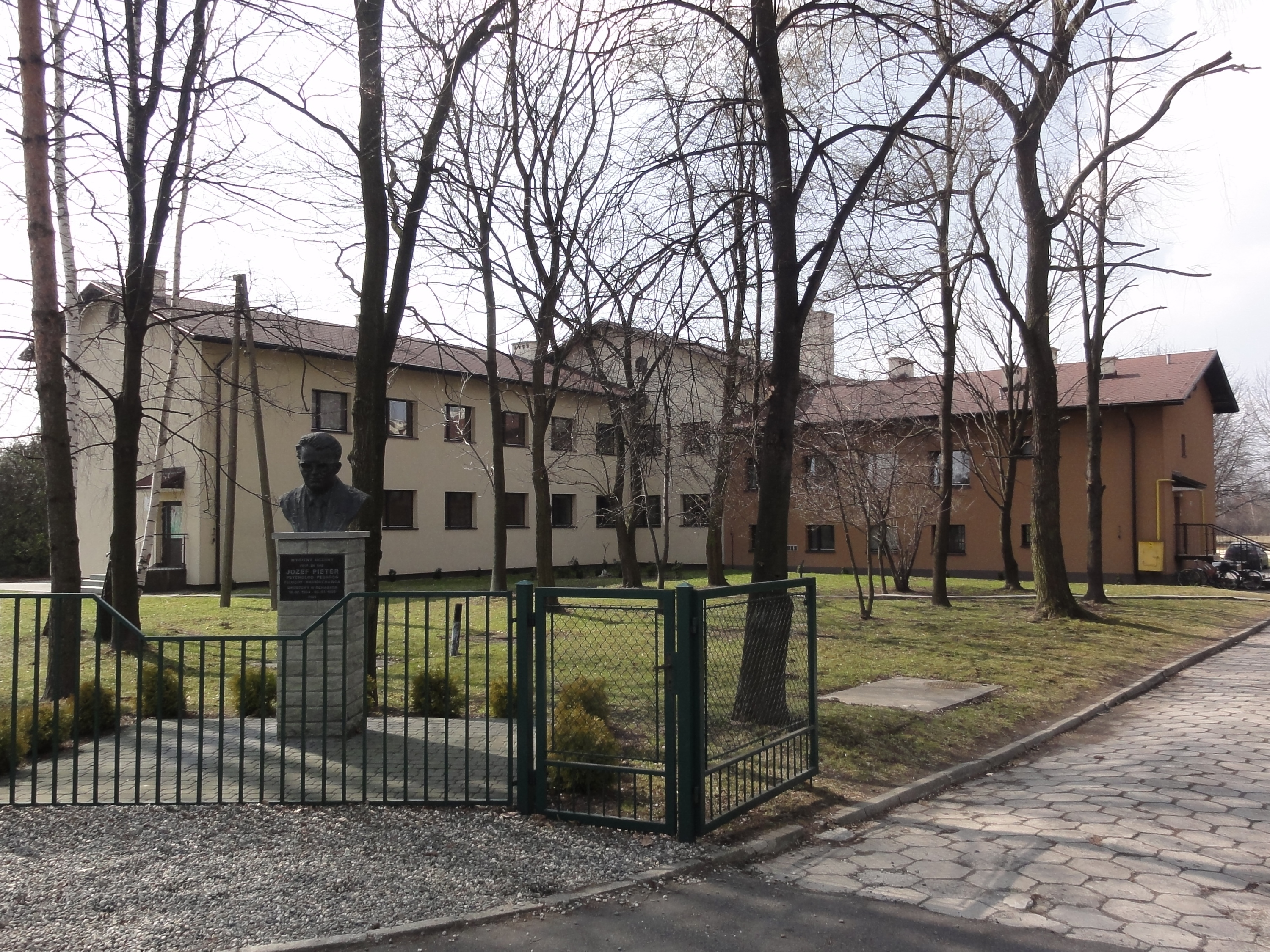
Zespół Szkół nr 4
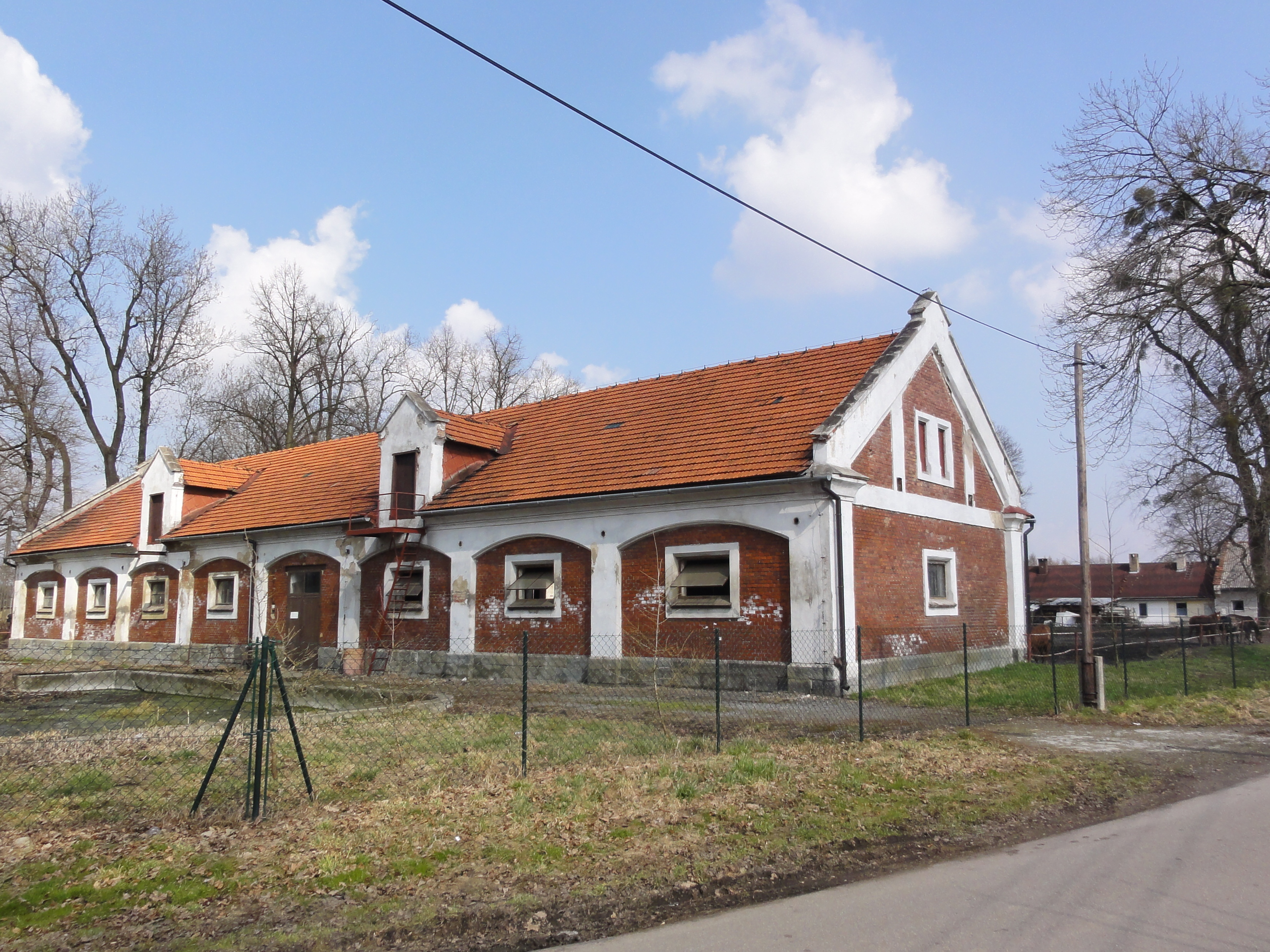
Stadnina Koni w Ochabach
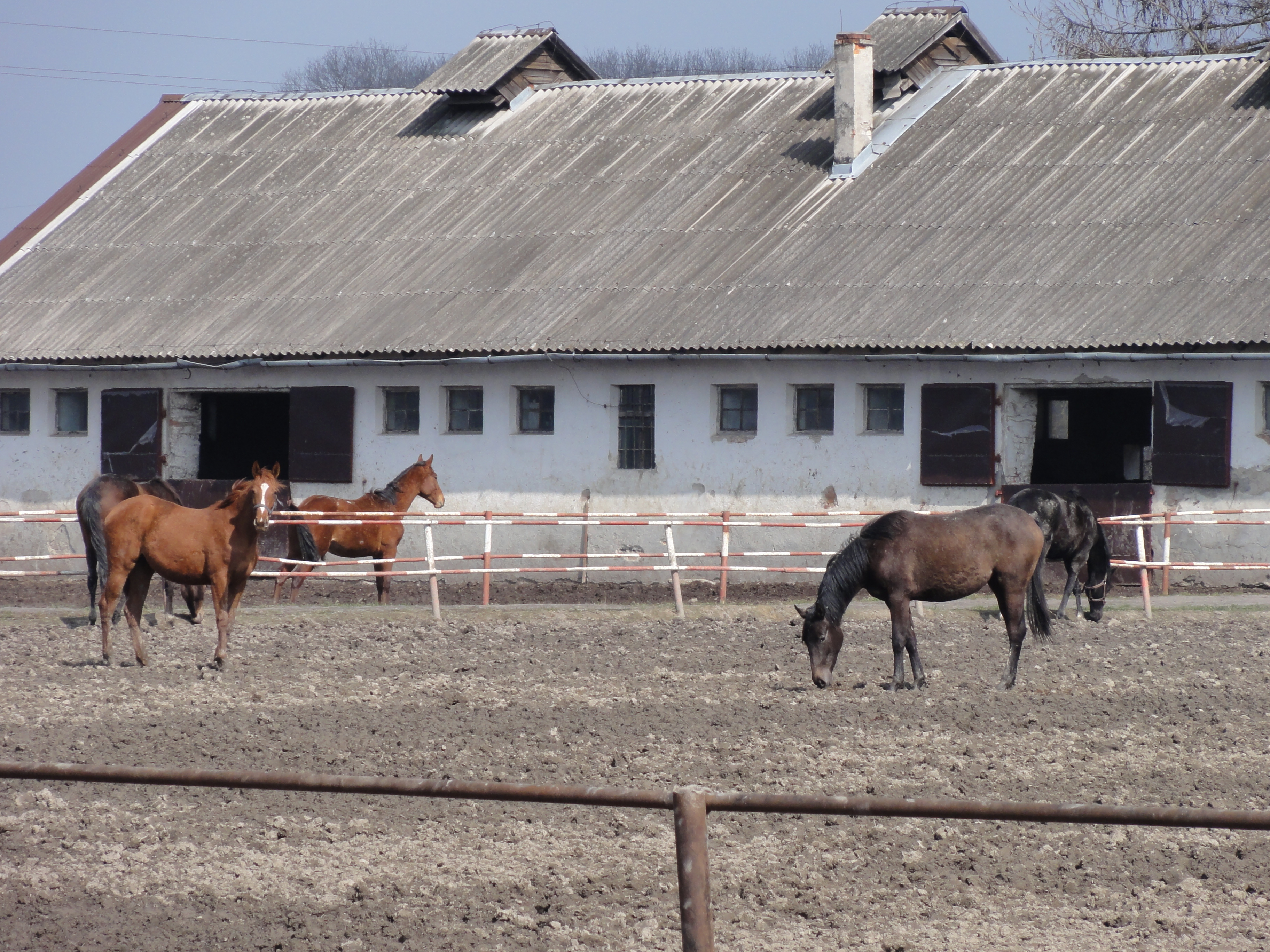
Konie w Stadninie Koni (28 marca 2011)
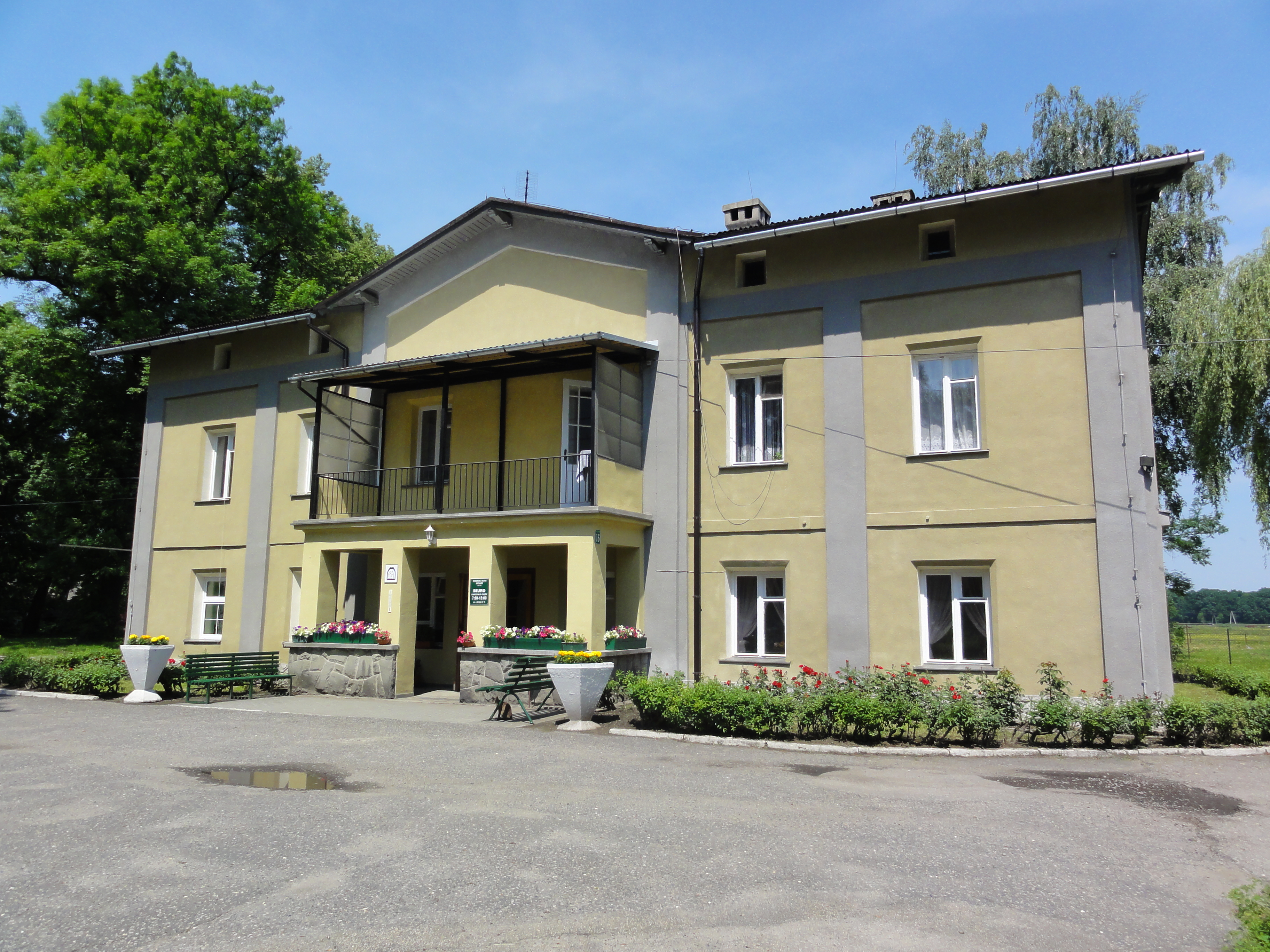
Dwór na terenie Stadniny Koni
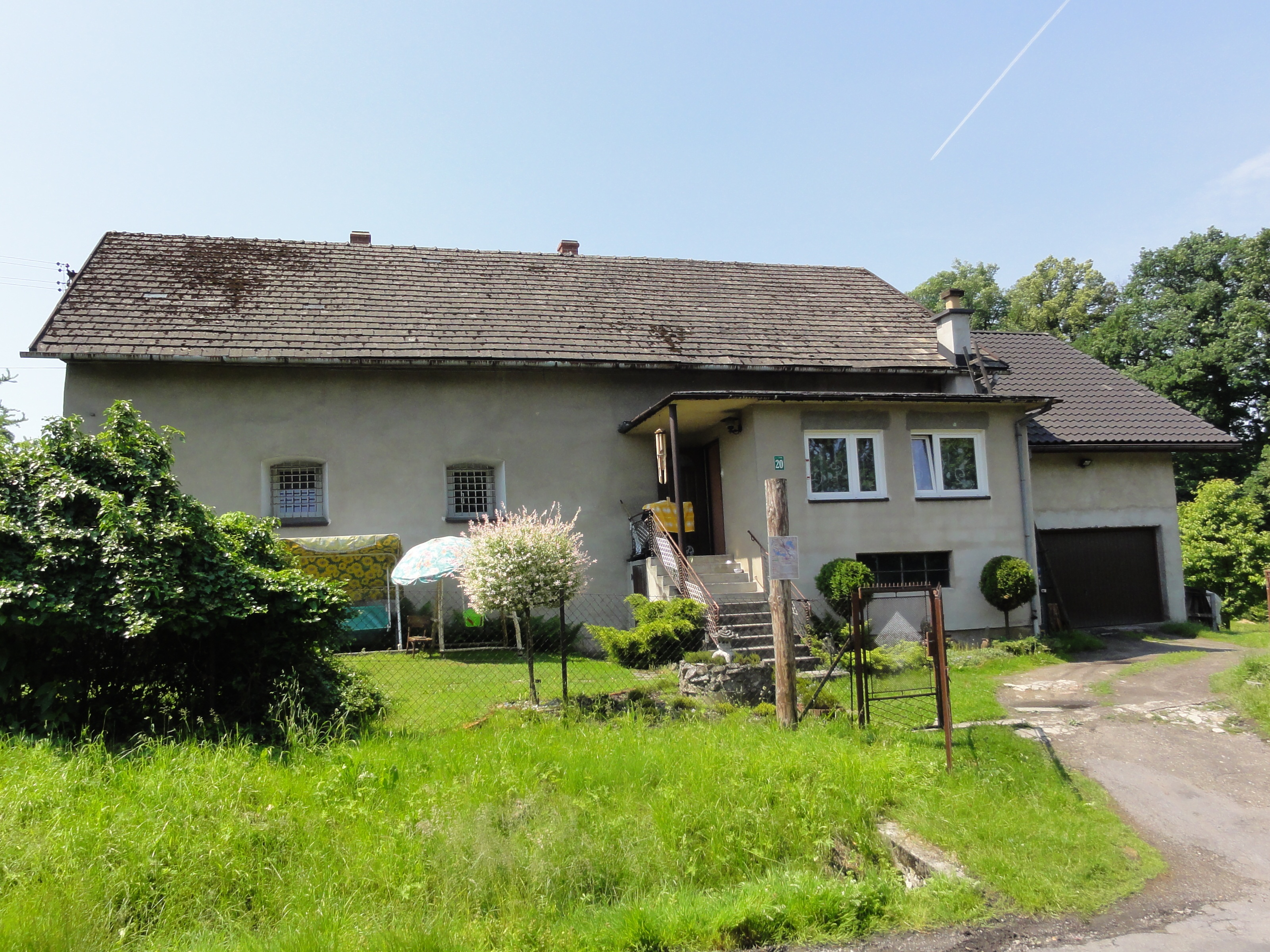
Dawna strażnica obronna